# Bosquerola de Saint Vincent
La bosquerola de Saint Vincent (Catharopeza bishopi) és una espècie d'ocell de la família dels parúlids (Parulidae) i única espècie del gènere Catharopeza P.L. Sclater, 1880.

## Descripció
- Petit ocell amb uns 14,5 cm de llarg.
- Adults amb zones superiors negroses. Parts inferiors principalment blanquinoses. La gola negrosa i una banda que travessa el pit del mateix color, deixen entre elles una zona en forma de mitja lluna blanca. Flancs grisencs. Anell ocular i una petita taca entre l'ull i el bec blanquinosa. Cua negrosa a excepció de les clares puntes de les plomes rectrius externes.
- Immaturs amb un patró semblant però amb tons més apagats.

Habita els boscos humits de les muntanyes de l'interior de l'illa Saint Vincent, a les Petites Antilles.